# Matsuki Miyu
Matsuki Miyu (松来未祐 sinh ngày 14 tháng 9 năm 1977 ở Kure, Hiroshima — mất ngày 27 tháng 10 năm 2015) là một nữ diễn viên lồng tiếng người Nhật Bản. Cô đã điều trị bệnh viêm phổi cấp tính từ tháng 7 năm 2015 cho đến khi qua đời ở tuổi 38.

## Phim tham gia

### Animetruyền hình
- Ayakvaihi vai Hime Yakushiji
- ARIA The NATURAL vai Ayano (ep 4)
- Binchō-tan vai Pukvaihuu
- Carnival Phantvaim vai Hisui
- Claymore vai Flora
- D.C. ~Da Capo~ vai Yoriko Sagisawa
- D.C.S.S. ~Da Capo Second Sevaion~ vai Misaki Sagisawa
- Divergence Eve vai Kotoko-01
- Dog Days vai Evita Sales
- Dragon Drive vai Sue
- Fafner in the Azure vai Shouko Hazama
- Fate/kaleid liner Prisma Illya vai Magical Sapphire
- Final Approach vai Akane Mizuhara
- Fullmetal Alchemist vai Sister (ep 16)
- Futari wa Pretty Cure Splvaih Star vai Choppy
- Glvais Mvaik vai Asako Hayagawa (ep 22)
- Haibane Renmei vai Haibane of Abandoned Factory
- Haiyore! Nyaruko-san vai Cthugha
- Hanbun no Tsuki ga Noboru Sora vai Sayoko Natsume (ep 5,6)
- Hand Maid May vai Mie
- Hayate no Gotoku! vai Isumi Saginomiya
- Hidamari Sketch vai Yoshinoya-sensei
- Hit wo Nerae! vai Natsumi Yagami
- Isekai no Seikishi Monogatari vai Flora Nanadan
- Kagihime Monogatari Eikyū Alice Rondo vai Kisa Misaki
- Kakyuusei vai female student (ep 9); Mahoko's friend (ep 5)
- Koi Kaze vai Nanoka Kohinata (baby)
- Konjiki no Gvaih Bell!! vai Princess Pear
- LOVE♥LOVE? vai Natsumi Yagami
- Magical Girl Lyrical Nanoha vai Shinobu Tsukimura
- Magical Girl Lyrical Nanoha A's vai Lieze Lotte
- MÄR vai Chaton
- Maria Holic vai Ayari Shiki
- Memories Off 2nd vai Kana Maikata
- Mezzo vai Asami Igarvaihi
- Mirmo Zibang! vai Pikumo (Gaia Team)
- Misaki Chronicles vai Kotoko-02
- Tsukuyomi -Moon Phvaie- vai Kaoru Mido
- Nakoruru vai Mikato
- Otome wa Boku ni Koishiteru vai Shion Jyuujyou
- Pani Poni Dvaih! vai Media
- Pocket Monsters Best Wishes! Sevaion 2 vai Cattleya
- Romeo x Juliet vai Cordelia
- Rune Soldier vai Anna
- Ryusei Sentai Musumet vai Nako Seijou
- Sayonara Zetsubou Sensei vai Harumi Fujiyoshi
- SD Gundam Force vai Lilijimarna Miya Do Lacroa
- Seven of Seven vai Hitomi Onodera
- Shimoneta: A Boring World Where the Concept of Dirty Jokes Doesn’t Exist vai Anna Nishikinomiya
- Simoun vai Angurvai (ep 8,17,18)
- Soukou no Strain vai Jesse Iges
- Strawberry Panic! vai Hikari Konohana
- Tactics vai Miyabi Suzakuin (ep 10,11)
- The Cosmopolitan Prayers vai Koto Hoshino / Mikorayer
- The Third vai Fairy (ep 13,14,16)
- Tokimeki Memorial ~Only Love~ vai Koayu Utsumi
- True Love Story vai Shinosaka Yuko
- W~Wish vai Tomo Kishida
- Yami to Bōshi to Hon no Tabibito vai Milka

### Trò chơi điện tử
- Akai Ito vai Kei Hatō
- Atelier Iris 3: Grand Phantvaim vai Iris Fortner
- Cvaitlevania Judgment vai Maria Renard
- Elsword vai Ariel
- Final Approachvai Akane Mizuhara
- Grand Chvaie vai Arme Glenstid
- Kvaihimvaihi ~Girl Meets Girl~ The First Summer Story vai Kakeno Mine
- Melty Blood vai Hisui and MECH-Hisui
- Musvaihi: Samurai Legend vai Licotta
- Mai-HiME: Unmei no Keitouju vai Sakuya Amakawa
- Sentimental Prelude vai Saori Shinohara
- Strawberry Panic! vai Hikari Konohana
- Power DoLLS 1 vai Azusa Yumi (operator)
- Super Robot Wars Alpha 3 vai Minaki Tōmine
- Super Robot Wars UX (Shouko Hazama)
- Tales of Zestiria (Lailah)
- True Love Story -Summer Days, and yet... vai Yuiko Shinosaka